# 6. Division (Reichswehr)
Die 6. Division war ein Großverband der Reichswehr. Das Hauptquartier der Division befand sich in Münster im Wehrkreis VI.

## Geschichte

### Aufstellung

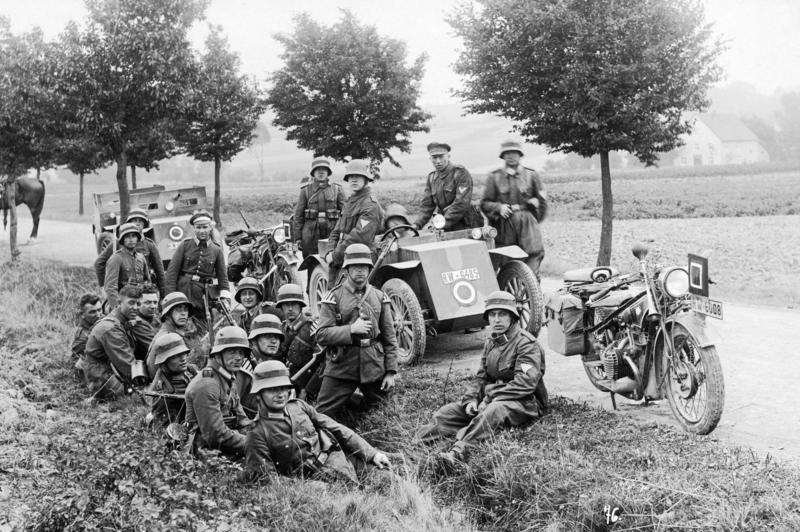
Feldmanöver der Division (2. Kompanie der Kraftfahrabteilung 6 und 2. Kompanie des Pionier-Bataillons 6) bei Bad Pyrmont, 1930.

Die Division wurde mit Befehl vom 31. Juli 1920 zur Verminderung des Heeres zum 1. Oktober 1920 aus den Reichswehr-Brigaden 7 und 10 des Übergangsheeres gebildet.
Im Zuge der Heeresvermehrung erhielt der Divisionsstab am 1. Oktober 1934 die Tarnbezeichnung Infanterieführer VI. Die Division bildete den Grundstock des VI. Armeekorps der Wehrmacht.

### Garnisonen
Der Divisionsstab war in Münster stationiert.

### Kommandeure
Der jeweilige Kommandeur war gleichzeitig Befehlshaber im Wehrkreis VI. Als Wehrkreisbefehlshaber waren die Divisionskommandeure Rechtsnachfolger der früheren Kommandierenden Generale. Für die Führung der Verbände waren ihnen je ein Infanterie- und ein Artillerieführer, beide mit Stäben, unterstellt.
| Dienstgrad                   | Name                         | Datum                                   |
| ---------------------------- | ---------------------------- | --------------------------------------- |
| Generalleutnant              | Fritz von Loßberg            | 1. Oktober 1920 bis 31. Oktober 1924    |
| Generalleutnant              | Leopold von Ledebur          | 1. November 1924 bis 29. Februar 1928   |
| Generalleutnant              | Max Föhrenbach               | 1. März 1928 bis 30. April 1931         |
| Generalleutnant              | Wolfgang Fleck               | 1. Mai 1931 bis 30. September 1934      |
| Infanterieführer VI          |                              |                                         |
| Generalmajor/Generalleutnant | Otto Haas                    | 1. Oktober 1920 bis 2. August 1921      |
| Generalmajor                 | Erwin Voigt                  | 3. August 1921 bis 30. September 1923   |
| Generalmajor/Generalleutnant | Ernst von Forstner           | 1. Oktober 1923 bis 31. März 1927       |
| Generalmajor                 | Lothar Fritsch               | 1. April 1927 bis 31. Januar 1929       |
| Generalmajor/Generalleutnant | Max von Schenckendorff       | 1. Februar 1929 bis 28. Februar 1930    |
| Generalmajor                 | Hans Schmidt                 | 1. Februar 1930 bis 31. Januar 1931     |
| Generalmajor/Generalleutnant | Franz von Roques             | 1. Februar 1931 bis 30. September 1933  |
| Oberst                       | Erwin von Witzleben          | 1. Oktober 1933 bis 31. Januar 1934     |
| Oberst                       | Konrad von Goßler            | 1. Februar 1934 bis 30. September 1934  |
| Artillerieführer VI          |                              |                                         |
| Generalmajor                 | Ernst Wilberg                | 1. Oktober 1920 bis 24. Februar 1921    |
| Generalmajor/Generalleutnant | Paul Hasse                   | 1. März 1921 bis 30. September 1923     |
| Generalmajor/Generalleutnant | Gustav Mand                  | 1. Oktober 1923 bis 31. Januar 1926     |
| Generalmajor                 | Ulrich Henning auf Schönfeld | 1. Februar 1926 bis 31. Januar 1927     |
| Oberst/Generalmajor          | Otto Lorenz                  | 1. Februar 1927 bis 30. Juni 1927       |
| Oberst/Generalmajor          | Hugo Grimme                  | 1. Juli 1927 bis 30. September 1929     |
| Oberst/Generalmajor          | Ernst Wendland               | 1. Oktober 1929 bis 30. Oktober 1930    |
| Oberst/Generalmajor          | Ernst Kühlenthal             | 1. November 1930 bis 30. November 1931  |
| Oberst/Generalmajor          | Ferdinand von Selle          | 1. Dezember 1931 bis 30. September 1932 |
| Oberst/Generalmajor          | Oskar Schellbach             | 1. Oktober 1932 bis 30. September 1933  |
| Generalmajor                 | Wilhelm Ulex                 | 1. Oktober 1933 bis 30. September 1934  |

## Organisation

### Verbandszugehörigkeit
Die Division unterstand dem Gruppenkommando 2 in Kassel.

### Gliederung
Der Großverband gliederte sich wie folgt:
- Infanterieführer VI in Hannover mit

16. Infanterie-Regiment
17. Infanterie-Regiment
18. Infanterie-Regiment
6. (Preußisches) Pionier-Bataillon (ab 1930 der Division direkt unterstellt)
- Artillerieführer VI in Münster mit

6. (Preußisches) Artillerie-Regiment
6. (Preußische) Fahr-Abteilung
Ferner unterstanden der Division:
- 6. (Preußische) Nachrichten-Abteilung
- 6. (Preußische) Kraftfahr-Abteilung
- 6. (Preußische) Sanitäts-Abteilung

Darüber hinaus waren dem Wehrkreisbefehlshaber unterstellt:
- die Kommandanturen Cuxhaven, Hannover, Münster und Wilhelmshaven, sowie die Befestigungen der Emsmündung
- die Truppenübungsplätze Munster und Senne

## Bekannte Divisionsangehörige
- Friedrich Foertsch (1900–1976), war von 1961 bis 1963, als General des Heeres der Bundeswehr, Generalinspekteur der Bundeswehr
- Cord von Hobe (1909–1991), war von 1965 bis 1968, als Generalleutnant des Heeres der Bundeswehr, Kommandierender General des Hauptquartiers der Alliierten Landstreitkräfte in Schleswig-Holstein und Jütland der NATO